# Кваутитлан (Кваутитлан, Мексико)
Кваутитлан (шп. Cuautitlán) насеље је у Мексику у савезној држави Мексико у општини Кваутитлан. Насеље се налази на надморској висини од 2255 м.

## Становништво
Према подацима из 2010. године у насељу је живело 108449 становника.

### Хронологија
| Година       | 2000                  | 2005                  | 2010                   |
| ------------ | --------------------- | --------------------- | ---------------------- |
| Становништво | 65139 (31889 / 33250) | 97686 (48156 / 49530) | 108449 (53316 / 55133) |

### Попис
| \| \| м \| \| \| ж \| \| 0—2 \| 2.804 \| \| \| 2.688 \| \| 3—5 \| 3.063 \| \| \| 2.987 \| \| 6—11 \| 6.585 \| \| \| 6.306 \| \| 12—14 \| 3.134 \| \| \| 2.938 \| \| 15—17 \| 3.026 \| \| \| 3.003 \| \| 18—24 \| 6.230 \| \| \| 6.076 \| \| 60+ \| 2.296 \| \| \| 3.088 \| \| Просек : \| 28,7 \| \| \| 29,8 \| |       |  |  |       |
| |       |  |  |       |
| | м     |  |  | ж     |
| 0—2 | 2.804 |  |  | 2.688 |
| 3—5 | 3.063 |  |  | 2.987 |
| 6—11 | 6.585 |  |  | 6.306 |
| 12—14 | 3.134 |  |  | 2.938 |
| 15—17 | 3.026 |  |  | 3.003 |
| 18—24 | 6.230 |  |  | 6.076 |
| 60+ | 2.296 |  |  | 3.088 |
| Просек : | 28,7  |  |  | 29,8  |

| #   | Индикатор                                                                                        | Вредност |
| --- | ------------------------------------------------------------------------------------------------ | -------- |
| 1   | Становништво од 0 до 2 године                                                                    | 5492     |
| 2   | Мушко становништво од 0 до 2 године                                                              | 2804     |
| 3   | Женско становништво од 0 до 2 године                                                             | 2688     |
| 4   | Становништво са 3 и више година                                                                  | 100980   |
| 5   | Мушко становништво са 3 и више година                                                            | 49523    |
| 6   | Женско становништво са 3 и више година                                                           | 51457    |
| 7   | Становништво са 5 и више година                                                                  | 96922    |
| 8   | Мушко становништво са 5 и више година                                                            | 47465    |
| 9   | Женско становништво са 5 и више година                                                           | 49457    |
| 10  | Становништво са 12 и више година                                                                 | 82039    |
| 11  | Мушко становништво са 12 и више година                                                           | 39875    |
| 12  | Женско становништво са 12 и више година                                                          | 42164    |
| 13  | Становништво са 15 и више година                                                                 | 75967    |
| 14  | Мушко становништво са 15 и више година                                                           | 36741    |
| 15  | Женско становништво са 15 и више година                                                          | 39226    |
| 16  | Становништво са 18 и више година                                                                 | 69938    |
| 17  | Мушко становништво са 18 и више година                                                           | 33715    |
| 18  | Женско становништво са 18 и више година                                                          | 36223    |
| 19  | Становништво од 3 до 5 година                                                                    | 6050     |
| 20  | Мушко становништво од 3 до 5 година                                                              | 3063     |
| 21  | Женско становништво од 3 до 5 година                                                             | 2987     |
| 22  | Становништво од 6 до 11 година                                                                   | 12891    |
| 23  | Мушко становништво од 6 до 11 година                                                             | 6585     |
| 24  | Женско становништво од 6 до 11 година                                                            | 6306     |
| 25  | Становништво од 8 до 14 година                                                                   | 14758    |
| 26  | Мушко становништво од 8 до 14 година                                                             | 7573     |
| 27  | Женско становништво од 8 до 14 година                                                            | 7185     |
| 28  | Становништво од 12 до 14 година                                                                  | 6072     |
| 29  | Мушко становништво од 12 до 14 година                                                            | 3134     |
| 30  | Женско становништво од 12 до 14 година                                                           | 2938     |
| 31  | Становништво од 15 до 17 година                                                                  | 6029     |
| 32  | Мушко становништво од 15 до 17 година                                                            | 3026     |
| 33  | Женско становништво од 15 до 17 година                                                           | 3003     |
| 34  | Становништво од 18 до 24 године                                                                  | 12306    |
| 35  | Мушко становништво од 18 до 24 године                                                            | 6230     |
| 36  | Женско становништво од 18 до 24 године                                                           | 6076     |
| 37  | Женско становништво од 15 до 49 година                                                           | 32237    |
| 38  | Становништво са 60 и више година                                                                 | 5384     |
| 39  | Мушко становништво са 60 и више година                                                           | 2296     |
| 40  | Женско становништво са 60 и више година                                                          | 3088     |
| 41  | Однос између мушкараца и жена                                                                    | 96.7     |
| 42  | Становништво од нуле до 14 година                                                                | 30505    |
| 43  | Становништво од 15 до 64 године                                                                  | 72624    |
| 44  | Становништво од 65 година и више                                                                 | 3343     |
| 45  | Просечан број деце                                                                               | 1.81     |
| 46  | Становништво рођено у ентитету                                                                   | 60390    |
| 47  | Мушко становништво рођено у ентитету                                                             | 30369    |
| 48  | Женско становништво рођено у ентитету                                                            | 30021    |
| 49  | Становништво рођено у другом ентитету                                                            | 45521    |
| 50  | Мушко становништво рођено у другом ентитету                                                      | 21688    |
| 51  | Женско становништво рођено у другом ентитету                                                     | 23833    |
| 52  | Становништво од 5 година и више резидентно у ентитету у јуну 2005. године                        | 90029    |
| 53  | Мушко становништво старосног доба од 5 година и више, резидентно у ентитету у јуну 2005. године  | 44076    |
| 54  | Женско становништво старосног доба од 5 и више година, резидентно у ентитету у јуну 2005. године | 45953    |
| 55  | Становништво од 5 година и више које је живело у другом ентитету у јуну 2005. године             | 6073     |
| 56  | Мушко становништво старије од 5 година које је живело у другом ентитету у јуну 2005. године      | 2960     |
| 57  | Женско становништво старије од 5 година које је живело у другом ентитету у јуну 2005. године     | 3113     |
| 58  | Становништво од 3 године и више које говори аутохтони језик                                      | 784      |
| 59  | Мушко становништво старо 3 године и више које говори аутохтони језик                             | 393      |
| 60  | Женско становништво старо 3 године и више које говори аутохтони језик                            | 391      |
| 61  | Становништво од 3 године и више које говори аутохтони језик и не говори шпански језик            | 3        |
| 62  | Мушко становништво старо 3 године и више које говори аутохтони језик и не говори шпански         | 1        |
| 63  | Женско становништво старо 3 године и више које говори аутохтони језик и не говори шпански језик  | 2        |
| 64  | Становништво старо 3 године и више које говори аутохтони језик и шпански                         | 674      |
| 65  | Мушко становништво старо 3 године и више које говори аутохтони језик и шпански                   | 340      |
| 66  | Женско становништво старо 3 године и више које говори аутохтони језик и шпански                  | 334      |
| 67  | Становништво од 5 година и више које говори аутохтони језик                                      | 776      |
| 68  | Становништво од 5 година и више које говори аутохтони језик и не говори шпански језик            | 3        |
| 69  | Становништво од 5 година и више које говори аутохтони језик и говори шпански језик               | 667      |
| 70  | Становништво у домородачким домаћинствима                                                        | 1926     |
| 71  | Становништво са ограничењима у активностима                                                      | 3541     |
| 72  | Становништво са ограниченим ходањем или кретањем, горе или доле                                  | 1544     |
| 73  | Становници са ограничењима вида, чак и уз кориштење сочива                                       | 1441     |
| 74  | Становништво са ограничењима говора, комуникације или конверзације                               | 270      |
| 75  | Становништво са ограниченим слухом                                                               | 353      |
| 76  | Становништво са ограничењима при одевању, купању или јелу                                        | 137      |
| 77  | Становништво са ограничењима у опажању или учењу једноставних ствари                             | 169      |
| 78  | Становништво са менталним ограничењима                                                           | 308      |
| 79  | Становништво без ограничења активности                                                           | 101346   |
| 80  | Становништво од 3 до 5 година које не похађа школу                                               | 2513     |
| 81  | Мушко становништво од 3 до 5 година које не похађа школу                                         | 1309     |
| 82  | Женско становништво од 3 до 5 година које не похађа школу                                        | 1204     |
| 83  | Становништво од 6 до 11 година које не похађа школу                                              | 176      |
| 84  | Мушко становништво од 6 до 11 година које не похађа школу                                        | 97       |
| 85  | Женско становништво од 6 до 11 година које не похађа школу                                       | 79       |
| 86  | Становништво од 12 до 14 година које не похађа школу                                             | 223      |
| 87  | Мушко становништво од 12 до 14 година које не похађа школу                                       | 131      |
| 88  | Женско становништво од 12 до 14 година које не похађа школу                                      | 92       |
| 89  | Становништво од 15 до 17 година похађа школу                                                     | 4911     |
| 90  | Мушко становништво од 15 до 17 година похађа школу                                               | 2444     |
| 91  | Женско становништво између 15 и 17 година живота у школи                                         | 2467     |
| 92  | Становништво од 18 до 24 године похађа школу                                                     | 4321     |
| 93  | Мушко становништво од 18 до 24 године похађа школу                                               | 2195     |
| 94  | Женско становништво од 18 до 24 године похађа школу                                              | 2126     |
| 95  | Становништво од 8 до 14 година које не може да чита и пише                                       | 89       |
| 96  | Мушко становништво старосног доба од 8 до 14 година које не може да чита и пише                  | 53       |
| 97  | Женско становништво старосног доби од 8 до 14 година које не може да чита и пише                 | 36       |
| 98  | Становништво од 15 година и више које је неписмено                                               | 944      |
| 99  | Мушко становништво од 15 година и више које је неписмено                                         | 237      |
| 100 | Женско становништво од 15 година и више које је неписмено                                        | 707      |
| 101 | Становништво старо 15 и више година без школовања                                                | 1410     |
| 102 | Мушко становништво старо 15 и више година без школовања                                          | 448      |
| 103 | Женско становништво старо 15 и више година без школовања                                         | 962      |
| 104 | Становништво старосног доба 15 и више година са непотпуним основним образовањем                  | 2872     |
| 105 | Мушко становништво старосног доба од 15 година и више са непотпуном основним образовањем         | 1128     |
| 106 | Женско становништво старосног доба 15 и више година са непотпуном основним образовањем           | 1744     |
| 107 | Становништво старо 15 и више година са комплетним основним образовањем                           | 7367     |
| 108 | Мушко становништво старо 15 година и више са комплетним основним образовањем                     | 3085     |
| 109 | Женско становништво старо 15 и више година са комплетним основним образовањем                    | 4282     |
| 110 | Становништво старосног доба 15 и више година са непотпуним средњим образовањем                   | 3287     |
| 111 | Мушко становништво старосног доба од 15 година и више са непотпуним средњим образовањем          | 1899     |
| 112 | Женско становништво старосног доба од 15 година и више са непотпуним средњим образовањем         | 1388     |
| 113 | Становништво старо 15 и више година са пуним секундарном образовањем                             | 18618    |
| 114 | Мушко становништво старосног доба од 15 година и више са пуним секундарном образовањем           | 9311     |
| 115 | Женско становништво старосног доба од 15 година и више са пуним секундарном образовањем          | 9307     |
| 116 | Становништво старије од 18 година са постосновним образовањем                                    | 38944    |
| 117 | Мушко становништво старије од 18 година са постосновним образовањем                              | 19415    |
| 118 | Женско становништво старије од 18 година са постосновним образовањем                             | 19529    |
| 119 | Просечна оцена школовања                                                                         | 10.55    |
| 120 | Просечан ниво образовања мушке популације                                                        | 10.77    |
| 121 | Просечан ниво образовања женског становништва                                                    | 10.35    |
| 122 | Економски активно становништво                                                                   | 46090    |
| 123 | Економски активна мушка популација                                                               | 29069    |
| 124 | Економски активна женска популација                                                              | 17021    |
| 125 | Становништво које није економски активно                                                         | 34652    |
| 126 | Мушко становништво које није економски активно                                                   | 9711     |
| 127 | Женско становништво које није економски активно                                                  | 24941    |
| 128 | Запослено становништво                                                                           | 44211    |
| 129 | Запослено мушко становништво                                                                     | 27715    |
| 130 | Запослено женско становништво                                                                    | 16496    |
| 131 | Незапослена популација                                                                           | 1879     |
| 132 | Незапослена мушка популација                                                                     | 1354     |
| 133 | Незапослена женска популација                                                                    | 525      |
| 134 | Становништво без права на здравствене услуге                                                     | 32893    |
| 135 | Становништво које има право на здравствене услуге                                                | 72318    |
| 136 | Становништво које има право на ИМСС                                                              | 55907    |
| 137 | Становништво које има право на социјално осигурање                                               | 5243     |
| 138 | Становништво које има право на државно социјално осигурање                                       | 1415     |
| 139 | Становништво које има право на опште осигурање или здравствено осигурање за нову генерацију      | 5155     |
| 140 | Становништво које је било једном или није било у браку током 12 година и више                    | 27456    |
| 141 | Венчано или уједињено становништво од 12 година и више                                           | 46893    |
| 142 | Становништво које је било у браку или уједињено 12 година и више                                 | 7134     |
| 143 | Становништво са католичком религијом                                                             | 88848    |
| 144 | Протестанти, еванђелисти и библијски следбеници различити од еванђелиста                         | 8907     |
| 145 | Становништво са другим религијама различитим од претходних                                       | 249      |
| 146 | Становништво без религије                                                                        | 4472     |
| 147 | Укупно пописаних домаћинства                                                                     | 28110    |
| 148 | Пописна домаћинства на челу са мушкарцима                                                        | 21857    |
| 149 | Пописна домаћинства на челу са женама                                                            | 6253     |
| 150 | Становништво у пописним домаћинствима                                                            | 105428   |
| 151 | Становништво у пописним домаћинствима на челу са мушкарцима                                      | 85393    |
| 152 | Становништво у пописним домаћинствима на челу са женама                                          | 20035    |
| 153 | Укупно домаћинстава                                                                              | 38339    |
| 154 | Укупно насељених домаћинстава                                                                    | 28763    |
| 155 | Укупно приватних кућа                                                                            | 37686    |
| 156 | Насељени приватни домови                                                                         | 28110    |
| 157 | Укупно насељених приватних кућа                                                                  | 28759    |
| 158 | Ненасељене приватне куће                                                                         | 7459     |
| 159 | Појединачна домаћинства за привремену употребу                                                   | 2117     |
| 160 | Становници у насељеним приватним кућама                                                          | 105428   |
| 161 | Насељеност станара у приватним становима                                                         | 3.75     |
| 162 | Просечно становника по соби у приватним насељеним домаћинствима                                  | 0.93     |
| 163 | Појединачна домаћинства са подовима од различитих материјала од земље                            | 27620    |
| 164 | Појединачна домаћинства у приземљу                                                               | 211      |
| 165 | Појединачна домаћинства са једном спаваћом собом                                                 | 4605     |
| 166 | Појединачна домаћинства са две спаваће собе и више                                               | 23386    |
| 167 | Појединачна домаћинства са једним собом                                                          | 452      |
| 168 | Појединачна домаћинства са две собе                                                              | 1482     |
| 169 | Појединачна домаћинства са 3 собе и више                                                         | 25965    |
| 170 | Појединачна домаћинства која имају електрично светло                                             | 28018    |
| 171 | Појединачна домаћинства која немају електрично светло                                            | 10       |
| 172 | Појединачна домаћинства која имају водоводну воду у стамбеном простору                           | 27847    |
| 173 | Појединачна домаћинства која немају водоводну воду у стамбеном простору                          | 80       |
| 174 | Појединачна домаћинства која имају тоалет                                                        | 27919    |
| 175 | Појединачна домаћинства која имају канализацију                                                  | 27833    |
| 176 | Појединачна домаћинства која немају канализацију                                                 | 63       |
| 177 | Појединачна домаћинства која имају електрично светло, довод воде из јавне мреже и канализацију   | 27688    |
| 178 | Појединачна домаћинства без икаквих услова                                                       | 36       |
| 179 | Појединачна домаћинства која имају радио                                                         | 25567    |
| 180 | Појединачна домаћинства која имају телевизор                                                     | 27768    |
| 181 | Појединачна домаћинства која имају фрижидер                                                      | 26491    |
| 182 | Појединачна домаћинства која имају машину за веш                                                 | 23587    |
| 183 | Појединачна домаћинства која имају аутомобил или комби                                           | 14172    |
| 184 | Појединачна домаћинства која имају рачунар                                                       | 13480    |
| 185 | Појединачна домаћинства која имају фиксну телефонску линију                                      | 18737    |
| 186 | Појединачна домаћинства која имају мобилни телефон                                               | 23182    |
| 187 | Појединачна домаћинства која имају приступ интернету                                             | 9098     |
| 188 | Величина локације                                                                                | 11       |